# Arthur Sewall

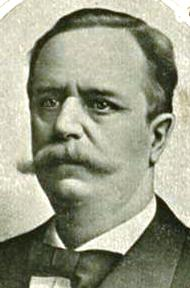
Arthur Sewall

Arthur Sewall (* 25. November 1835 in Bath, Maine; † 5. September 1900 in Small Point, Maine) war ein US-amerikanischer Unternehmer und Politiker. Er war der Kandidat der Demokratischen Partei für die Vizepräsidentschaft an der Seite von William Jennings Bryan bei der Präsidentschaftswahl 1896.

## Herkunft und berufliche Entwicklung
Arthur Sewalls Vorfahren waren im frühen 17. Jahrhundert aus England ausgewandert und hatten sich in Massachusetts niedergelassen. Sein Urgroßonkel David Sewall wurde 1789 von US-Präsident George Washington zum ersten Bundesbezirksrichter für den District of Maine ernannt, der zu diesem Zeitpunkt noch ein Teil von Massachusetts war. Dessen Bruder Dummer, Arthur Sewalls Urgroßvater, diente als Lieutenant Colonel in der Kontinentalarmee und saß im Senat von Massachusetts.
William Dunning Sewall, Arthurs Vater, brachte es als Unternehmer im Schiffbau zu Wohlstand; in dem Küstenort Bath, einem Zentrum dieser Industrie, war er deren bekanntester Vertreter. Nach Abschluss seiner Ausbildung trat Arthur Sewall in das Familienunternehmen ein; ein Jahr später gründete er mit einem seiner beiden älteren Brüder die Firma E. & A. Sewall, die bald die Geschäfte des ursprünglichen Sewall-Betriebes übernahm. Ihr Name wurde nach dem Tod des Bruders 1875 in Arthur Sewall & Co. geändert. Dieses Unternehmen nahm ebenfalls für lange Zeit eine führende Position im US-Schiffbau ein. Arthur Sewall betätigte sich aber auch auf anderen Geschäftsfeldern; so war er von 1884 bis 1893 Direktor der Maine Central Railroad sowie Präsident der Bath National Bank.

## Politische Aktivitäten
Um ein Wahlamt bewarb sich Sewall vor und nach der Präsidentschaftswahl 1896 nie. Er nahm 1876 als Vertreter Maines an der Democratic National Convention in St. Louis teil und saß von 1888 bis 1896 als Delegierter seines Staates im Democratic National Committee. Dass er beim Nominierungsparteitag der Demokraten, der im Juli 1896 in Chicago stattfand, zum Running mate von William Jennings Bryan gewählt wurde, galt als Konzession an den konservativen Flügel der Partei. Mit Bryan, der zu diesem Zeitpunkt 36 Jahre alt war, gab es einen überaus jungen und progressiv eingestellten Präsidentschaftskandidaten, der auch die Unterstützung der Populist Party erhielt. Vor allem die Parteimitglieder aus Neuengland, die von diesem Umstand beunruhigt waren, sollten mit der Nominierung zurückgewonnen werden. Die Populist Party hatte mit Thomas E. Watson, einem Kongressabgeordneten aus Georgia, einen eigenen Vizepräsidentschaftskandidaten für Bryan aufgestellt.
Letztlich verloren die beiden demokratischen Kandidaten die Wahl gegen die Republikaner William McKinley und Garret Hobart. Diese erhielten 271 Stimmen im Electoral College, auf Bryan entfielen 176 Stimmen, wobei er nur einen Staat weniger als McKinley für sich entschieden hatte. 27 Mitglieder des Wahlmännerkollegiums aus zehn der 22 von den Demokraten gewonnenen Staaten votierten nicht für Sewall, sondern für Thomas E. Watson als Vizepräsidenten. Während William Jennings Bryan sich noch zweimal (1900 und 1908) um die Präsidentschaft bewarb, verstarb Arthur Sewall vier Jahre später in Small Point, einer kleinen Ortschaft im Sagadahoc County. Sein Enkel Sumner Sewall wurde ebenfalls Politiker, gehörte allerdings der Republikanischen Partei an. Er war von 1941 bis 1945 Gouverneur des Staates Maine. Sein Vater Harold, Arthur Sewalls Sohn, saß im Senat und im Repräsentantenhaus von Maine.
2008 bezog sich die St. Louis Post-Dispatch, die größte Tageszeitung von St. Louis, in einem Kommentar zur bevorstehenden Präsidentschaftswahl auf Arthur Sewall. Dort hieß es, mit Alaskas Gouverneurin Sarah Palin habe John McCain „den am wenigsten qualifizierten Running mate seit dem swedenborgianischen Schiffbauer Arthur Sewall im Jahr 1896“ ausgewählt. Die Bezeichnung „swedenborgianisch“ bezieht sich auf Sewalls Zugehörigkeit zur Neuen Kirche, einer Glaubensgemeinschaft, deren Anhänger in Anlehnung an ihren Begründer auch „Swedenborgianer“ genannt werden.